# Borgang
 (août 2024).
Si vous disposez d'ouvrages ou d'articles de référence ou si vous connaissez des sites web de qualité traitant du thème abordé ici, merci de compléter l'article en donnant les références utiles à sa vérifiabilité et en les liant à la section « Notes et références ».
 (août 2024).
Borgang est le nom du fleuve qui prend sa source en Mizoram (État indien) et traverse tout le Jumland (Chittagong Hill Tracts) et se jette dans le golfe du Bengale.

## Étymologie
Autrefois, les Changma le nommaient Kynsakhyong puis Borgang et pour terminer les Bengalis (les gens du Bangladesh) l'appelaient Kornofuli (Karnafuli).
Le nom Borgang vient de Bor = grand, et de gang = rivière.

## Géographie
Les Chenghe, le Kazolong et le Meghini sont ses principaux affluents. Le Borgang traverse la petite ville Borkol (près de la frontière indienne), passe devant celle de Suvolong (une petite place de colons musulmans), puis Rangamadtya (Rangamati, la capitale régionale de Jumland = CHT), ensuite arrive au barrage hydro-électrique de Kaptai, sa production d'électricité répond aux besoins de la ville de Chittagong.
Cette ville portière, Chittagong, la seconde ville du Bangladesh avec ses 3,5 millions d'habitants, constitue une place stratégique et financière du pays.